# Le Fruit défendu (film, 1921)
Pour les articles homonymes, voir Fruit défendu (homonymie).
Pour plus de détails, voir Fiche technique et Distribution.
Le Fruit défendu (titre original : Forbidden Fruit) est un film muet américain réalisé par Cecil B. DeMille, sorti en 1921.
Il s'agit d'un remake du film The Golden Chance, sorti en 1915 qui a également été réalisé par Cecil B. DeMille.

## Synopsis
Devenue couturière par nécessité, son mari Steve étant très dépensier, Mary Maddock se retrouve invitée à un dîner organisé par Mme Mallory, son employeuse. Elle y fait la connaissance de Nelson Rogers qui tombe amoureux d'elle et la demande en mariage. Peu après, Steve vole les bijoux des Mallory et tente de faire chanter Nelson...

## Fiche technique
- Titre : Le Fruit défendu
- Titre original : Forbidden Fruit
- Réalisation : Cecil B. DeMille
- Scénario : Jeanie Macpherson, d'après l'histoire The Golden Chance de Cecil B. DeMille et Jeanie Macpherson
- Directeurs de la photographie : Alvin Wyckoff et Karl Struss
- Montage : Anne Bauchens
- Costumes : Mitchell Leisen, Natacha Rambova et Clare West
- Directeur de production : Howard Higgin
- Producteur : Cecil B. DeMille
- Société de production : Famous Players-Lasky Corporation
- Pays de production :  États-Unis
- Société de distribution : Paramount Pictures
- Langue : film muet avec les intertitres en anglais
- Format : Noir et blanc — 35 mm — 1,33:1 — Muet
- Genre : Film dramatique
- Durée : 87 minutes (1 h 27)
- Date de sortie :
  - États-Unis : 23 janvier 1921

## Distribution
- Agnes Ayres : Mary Maddock
- Clarence Burton : Steve Maddock
- Theodore Roberts : James Harrington Mallory
- Kathlyn Williams : Mme Mallory
- Forrest Stanley : Nelson Rogers
- Theodore Kosloff : Pietro Giuseppe
- Shannon Day : Nadia Craig
- Bertram Johns : John Craig
- Julia Faye : la première servante de Mme Mallory

Acteurs non crédités
- William Boyd : un joueur de billard
- Lillian Leighton : la deuxième servante de Mme Mallory
- Conrad Nagel : un interprète de la pièce Le Fruit défendu
- Ethel Wales : la secrétaire de Mme Mallory
- Margaret Loomis